# Roberto Sabatino Lopez
Roberto Sabatino Lopez (* 8. Oktober 1910 in Genua; † 6. Juli 1986 in New Haven (Connecticut)) war ein amerikanischer Historiker italienisch-jüdischer Herkunft.

Roberto Sabatino Lopez war der Sohn des Schriftstellers Sabatino Lopez (1867–1951). Er studierte mittelalterliche Geschichte an der Universität Mailand und wurde dort 1932 promoviert. Lopez hatte Lehraufträge an den Universitäten in Cagliari und in Pavia. In Genua wurde er 1936 Lehrstuhlinhaber für Geschichte.
Angesichts der im November 1938 erlassenen italienischen Rassengesetze verließ Lopez 1939 Italien und emigrierte in die Vereinigten Staaten. An der University of Wisconsin folgte 1942 mit dem Ph.D. ein weiterer Doktortitel. Lopez strebte zunächst keine akademische Laufbahn an. Beim Office of War Information (OWI) arbeitete er von 1942 bis 1944 in der Italien-Abteilung des Sendekanals Voice of America. Dort traf er auch Claude-Anne Kirschen, die er 1946 heiratete. Am Brooklyn College war er von 1943 bis 1945 als Lecturer tätig. An der Columbia University war er 1945 Lecturer. Von 1946 bis 1981 lehrte er an der Yale University. In Yale lehrte er als Assistant Professor (1946–1950), Associate Professor (1950–1955), Professor (1955–1964), Durfee Professor (1964–1975) und schließlich bis zu seiner Emeritierung 1981 als Sterling Professor für Geschichte. In Yale begründete Lopez 1962 das interdisziplinäre Graduiertenprogramm in Mittelalterstudien. Lopez wurde 1962 Fellow der Medieval Academy of America und 1982 Mitglied der Accademia dei Lincei. 1969 wurde er in die American Academy of Arts and Sciences und 1976 als korrespondierendes Mitglied in die British Academy gewählt. Bedeutende akademische Schüler waren David Herlihy, Edward M. Peters und Patrick J. Geary. Lopez starb 1986 an einer Krebserkrankung.
Lopez legte 16 Bücher und mehr als 100 Artikel zu verschiedenen Themen des mittelalterlichen Europas vor. Schwerpunkte waren die Wirtschaft Genuas und der Handel im Mittelmeer. Lopez konnte zeigen, dass Europas stärkste wirtschaftliche Expansion zwischen 950 und 1300 und nicht erst in der Renaissance aufgetreten ist. Die bisherige Sichtweise war von einem kontinuierlichen Fortschritt aus der mittelalterlichen Rückständigkeit ausgegangen. Er veröffentlichte einen wegweisenden Artikel, mit dem er die Muhammad/Karl-der-Große-These (Pirenne-These) von Henri Pirenne einer weitgehenden Revision unterzog. In dieser Studie bestritt Lopez einen kausalen Zusammenhang zwischen dem Versiegen des Goldumlaufs, der Verwendung des Papyrus und der Verbreitung von Luxusartikeln im Abendland mit dem Auftreten der Araber im Mittelmeer.